# Aliseda (kommunhuvudort)
Aliseda är en kommunhuvudort i Spanien.   Den ligger i provinsen Provincia de Cáceres och regionen Extremadura, i den västra delen av landet, 280 km väster om huvudstaden Madrid. Aliseda ligger 333 meter över havet och antalet invånare är 1 894.
Terrängen runt Aliseda är platt norrut, men söderut är den kuperad. Terrängen runt Aliseda sluttar norrut. Runt Aliseda är det ganska glesbefolkat, med 43 invånare per kvadratkilometer. Närmaste större samhälle är Arroyo de la Luz, 11,5 km nordost om Aliseda. Omgivningarna runt Aliseda är huvudsakligen savann.